# Ramón Fagoaga
Ramón Alfredo Fagoaga Romero (né le 12 janvier 1952 à San Miguel au Salvador) est un joueur de football international salvadorien qui évoluait au poste de défenseur.

## Biographie

### Carrière en club
Ramón Fagoaga joue en faveur du CD Dragón, de l'Atlético Marte, et de l'Alianza FC.
Joueur majeur de l'Atlético Marte, il évolue pendant seize saisons avec cette équipe, entre 1973 et 1989.
Son palmarès est constitué de quatre titres de champion du Salvador. Il atteint également la finale de la Coupe des champions de la CONCACAF en 1981, en étant battu par le club surinamien du SV Transvaal.

### Carrière en sélection
Il joue 47 matchs en équipe du Salvador, sans inscrire de but, entre 1976 et 1987.
Il figure dans le groupe des sélectionnés lors de la Coupe du monde de 1982. Lors du mondial organisé en Espagne, il joue deux matchs : contre la Hongrie, et la Belgique.
Il dispute 23 matchs comptant pour les éliminatoires des Coupes du monde : neuf pour le mondial 1978, huit pour le mondial 1982, et enfin six pour le mondial 1986.

## Palmarès
Atlético Marte
- Championnat du Salvador (3) :
  - Champion : 1980, 1982 et 1985.

- Coupe des champions de la CONCACAF :
  - Finaliste : 1981.

 Alianza FC
- Championnat du Salvador (1) :
  - Champion : 1990